# Mirbach (Wiesbaum)
Mirbach ist ein Ortsteil der Ortsgemeinde Wiesbaum im Landkreis Vulkaneifel in Rheinland-Pfalz. Er liegt auf  460 m ü. NHN. an der Landesgrenze zu Nordrhein-Westfalen (NRW).

## Geschichte
Eine erste Erwähnung Mirbachs erfolgte im Zusammenhang mit der alten alte Kapelle aus der Zeit um 1200. Sie wurde vollständig abgetragen und durch die Erlöserkapelle ersetzt. Mirbach gilt als Stammsitz des alten rheinischen Adelsgeschlechtes der Herren von Mirbach.
Am 17. März 1974 wurde die zuvor selbstständige Ortschaft Mirbach nach Wiesbaum eingemeindet. Der Ort hat 82 Einwohner mit Hauptwohnsitz (Stand 30. September 2014).

## Politik
Der Ortsteil Mirbach ist gemäß Hauptsatzung der einzige Ortsbezirk der Ortsgemeinde Wiesbaum. Er wird politisch von einem Ortsvorsteher vertreten, während auf die Bildung eines Ortsbeirats verzichtet wurde.
Lars Leuwer wurde am 9. Juli 2024 Ortsvorsteher von Mirbach. Da für die Direktwahl am 9. Juni 2024 kein Wahlvorschlag eingereicht wurde, oblag die Neuwahl der Ortsvorsteherin gemäß rheinland-pfälzischer Gemeindeordnung dem Gemeinderat, der sich in seiner konstituierenden Sitzung für Leuwer entschied.
Leuwers Vorgänger Alfred Mastiaux hatte das Ehrenamt im Jahr 2009 übernommen. Zuletzt bei der Direktwahl am 26. Mai 2019 war er mit einem Stimmenanteil von 62,50 % in seinem Amt bestätigt worden.

## Sehenswürdigkeiten

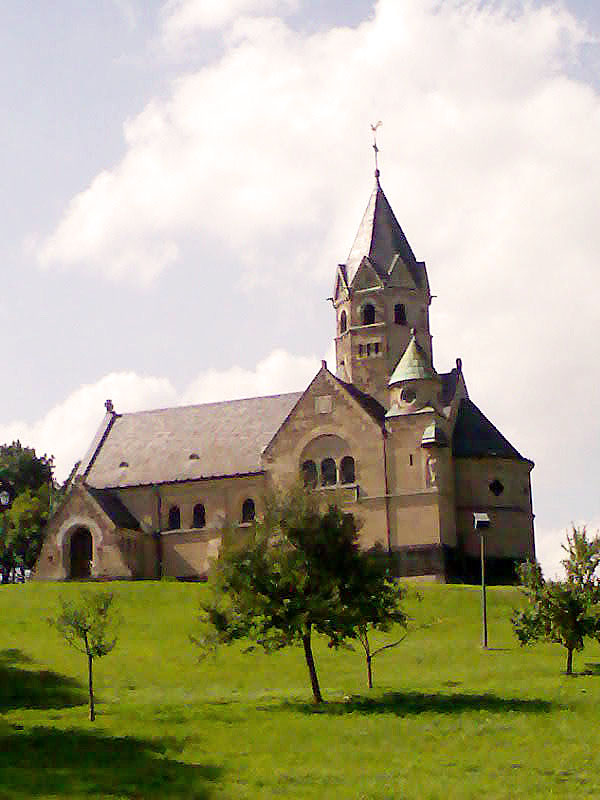
Erlöserkapelle

- Die Erlöserkapelle ist ein neuromanischer Sakralbau. Sie wurde als neue Kirche ab April 1902 durch Ernst Freiherr von Mirbach im neuromanischen Stil erbaut und im September 1903 eingeweiht.[8]
- Die Wacholder-Schutzgebiete, das nahegelegene Trockental des Lampertsbach und die Alendorfer Kalktriften.
- Das Naturschutz-Informationszentrum (am Parkplatz unterhalb der Kirche).[9][1]

## Tourismus
Am 4. April 2009 wurde der Eifelsteig mit einer Wanderung von Mirbach nach Alendorf eröffnet. Mit dem Flammkuchenlokal Wanderhütte Em Backes sowie Privatunterkünften ist Mirbach eine der Stationen am Eifelsteig.

## Verkehr
Mit der Buslinie 770 Wanderbus ist Mirbach an Wochenenden im Sommerhalbjahr (ab DB-Bahnhof Kall) erreichbar.
Über die L 26 ist Mirbach angebunden über Wiesbaum nach Hillesheim (Eifel), mit der L 115 in NRW über Dollendorf und Tondorf nach Breitenbenden.